# Lethrus michailovi
Lethrus michailovi är en skalbaggsart som beskrevs av Nikolajev och Shukronajev 1977. Lethrus michailovi ingår i släktet Lethrus och familjen tordyvlar. Inga underarter finns listade i Catalogue of Life.